# Wojciech Taraba
Wojciech Taraba, né le 20 septembre 1986, est un snowboardeur handisport polonais.

## Palmarès

### Jeux paralympiques d'hiver
- Jeux paralympiques d'hiver de 2014
  - 15e en Snowboard cross